# Железнодорожный транспорт в Италии
Железнодорожный транспорт Италии — сеть железных дорог различного назначения и их сопутствующая инфраструктура на территории современной Италии. Развитие железнодорожного транспорта в стране началось после запуска первой железной дороги «Ferrovia Napoli-Portici» (Неаполь — Портичи), которая была открыта 3 октября 1839 года.

## История
Спустя несколько лет после постройки в Англии первой железной дороги Стоктон-Дарлингтон, то есть в 1839 году железнодорожная линия соединила итальянский Неаполь и город Портичи. Длина линии между неаполитанским районом Корсо Гарибальди и королевским дворцом в Портичи составляла 7250 метров. Дорога не имела шпал (они к тому времени ещё не изобретены), рельсы были уложены на камни кубической формы, утопленные в землю. Использовались паровозы, закупленные в Великобритании, четыре первых локомотива получили собственные имена — Везувий, Лонгридж, Байярд, Орёл. После 1846 года линия была продлена до Салерно и Авеллино.
В ноябре 1839 года по проекту инженера Джулио Сарти начато строительство железнодорожной линии Милан — Монца протяжённостью 12 км. Линия с двумя станциями открыта 18 августа 1840 года. Рельсы были укреплены на камнях, движением поездов управляли сигналисты, занимавшие позиции на высоких башнях, установленных в пределах прямой видимости. Сигналисты передавали друг другу информацию с помощью оптических и акустических сигналов. Первоначально каждый день курсировали 4 пары поездов, затем 6 пар, при этом интервалы между отдельными поездами сократились до 20 минут. Тянули поезда паровозы английского производства Джорджа Ренни и Роберта Стивенсона. Пассажирский парк составлял 21 вагон. Эта линия менее чем за полгода перевезла 150 тысяч пассажиров.
В 1852 году для обеспечения итальянских железных дорог собственными локомотивами был построен паровозостроительный завод в Генуе. Через два года завод построил первый паровоз, испытывал его молодой итальянский инженер Джованни Ансальдо, назначенный инвесторами — банкирами и промышленниками во главе нового перспективного предприятия. В дальнейшем завод в Генуе преобразился в гигантский машиностроительный концерн «Ansaldo», выпускающий морские суда, авиадвигатели, локомотивы, даже оборудование для атомной энергетики (к 2015 году в Италии нет ни одной АЭС).
В 1856 году была построена железнодорожная линия протяжённостью 23,6 километров, соединившая Рим через Папскую область с городом Фраскати. На маршруте курсировали ежедневно пять пар поездов, каждый состоял из шести вагонов. На этой линии был сооружён первый в Италии железнодорожный тоннель. Для обслуживания линии в Риме был построен вокзал Термини. В 1866 году было открыто движение по линии протяжённостью 72,6 км между Римом и ближайшим городом-портом Чивитавеккья, расположенном на побережье Тирренского моря.
К 1861 году, когда состоялось политическое объединение Италии, в стране действовало уже 2370 км железнодорожных линий. Из них в Пьемонте 850 км, в Ломбардии-Венеции — 522 км, в Тоскане — 257 км, в Папской провинции — 317 км. Функционировала железнодорожная магистраль Палермо — Багерия на острове Сицилия. Железные дороги принадлежали частным компаниям, в большинстве своём изолированы друг от друга, имели собственный и разнотипный подвижной состав. Первая консолидация железных дорог Италии произошла в 1865 году. Тогда появились пять концессионных компаний, которым были переданы в эксплуатацию основные железнодорожные линии Италии. Эти компании начали строительство новых линий. В 1878—1880 годах компании Societa per le Ferrovie dell’Alta Italia и Societa per le strade ferrate romane с линиями, общей протяжённостью 4592 км, перешли под государственное управление, что позволило получить синергетический эффект.

## Современность
По состоянию на 2015 год сеть железных дорог Италии превышает 16,5 тыс. км, в том числе 1 тыс. км. высокоскоростные магистрали, связывающие 10 крупных городов — Турин, Милан, Венецию, Падую, Верону, Болонью, Флоренцию, Рим, Неаполь, Салерно. За год итальянские железные дороги перевозят почти 500 млн пассажиров, в день отправляется около 8000 поездов.
В Италии впервые в Европе в 1970-х годах создан оригинал поездов серии «Pendolino», обладающей специальной системой наклона, создающей комфорт пассажирам и не снижающей скорость в кривых участках пути (затем эта технология распространилась в Европе, чтобы лучше использовать обычный путь для увеличения скорости). Первая ВСМ в Италии построена в 1984 году, расстояние в 254 км между Римом и Флоренцией поезд преодолевал за 90 минут. С тех пор железные дороги Италии получили сильнейшее техническое развитие и к 2015 году являются одними из наиболее модернизированных и оснащённых в Европе.
Основной государственный оператор Trenitalia выполняет как обычные, так и высокоскоростные перевозки (под маркой Le Frecce). С мая 2012 года в Италии начал работу альтернативный высокоскоростной железнодорожный оператор Nuovo Trasporto Viaggiatori (NTV), использующий бренд Italo (конкуренцию затрудняет недоступность для него центральных вокзалов в двух главных городах — Roma Termini и Milano Centrale). NTV приобрела 25 высокоскоростных поездов AGV у французского производителя Alstom. Максимальная скорость высокоскоростных поездов в Италии составляет 300 км/ч при технической возможности до 360 км/ч. В настоящее время сеть высокоскоростных пассажирских поездов охватывает практически все крупные города континентальной части Италии. Круглосуточную связь Рима с аэропортом Фьюмичино, находящимся в 37 км от столицы на побережье Тирренского моря, обеспечивает «Леонардо экспресс», отправляющийся каждые полчаса от вокзала Термини. С вокзалом Термини связан регулярным железнодорожным сообщением и морской порт Чивитавеккья.
Ночные поезда EuroNight соединяют Рим с Триестом, Больцано, Леччо, Реджо-ди-Калабрия, Палермо, Сиракузами; а также с заграницей — Парижем, Мюнхеном, Цюрихом, Веной. Самый дальний пункт беспересадочного железнодорожного сообщения из Италии — Москва: поезд из Ниццы по пути в российскую столицу (40-45 часов), курсирующий раз в неделю, делает на территории Италии остановки в Сан-Ремо, Генуе, Милане, Вероне, Больцано. В стадии проектирования находится железнодорожный мост, соединяющий материк с Сицилией; пока поезда в Палермо пересекают Мессинский пролив на пароме. Железные дороги есть также на острове Сардиния.
По данным Института проблем естественных монополий РФ (2013), на 1000 км железнодорожной инфраструктуры Италия ежегодно вкладывает 268 млн евро государственных инвестиций, находясь по этому показателю на первом месте в Европе.

## Крупнейшие катастрофы
Крупнейшая в истории Италии железнодорожная катастрофа произошла в ночь со 2 на 3 марта 1944 года, когда в тоннеле Арми в 2 км от станции Бальвано-Ричильяно отравились угарным газом более 500 человек, нелегально проникших в товарный состав. Крупнейшее крушение произошло 12 июля 2016 года в провинции Бари на юге Италии, между городами Андрия и Корато, когда лоб в лоб столкнулись два пассажирских поезда. В результате ошибки начальника станция Андрия, направившего поезд на одноколейный путь навстречу другому поезду, головные вагоны обоих составов были полностью разрушены и сошли с рельсов, погибли 27 и ранено более 50 пассажиров.